# 임파서블 크리처스
『임파서블 크리처스』(영어: Impossible Creatures)는 캐서린 런델이 2023년에 발표한 소설이다. 2023년 워터스톤스 ‘올해의 책’을 수상했고, 2024년 브리티시 북어워드 ‘올해의 소설’과 ‘올해의 작가상’을 동시 수상했다. 미국에서는 2024년 9월 KNOPF에서 출간되어 뉴욕 타임스 베스트셀러 1위에 올랐다. 원래 3부작으로 계획됐으나, 5부작으로 계획이 변경되었다.
『반지의 제왕』과 『나니아 연대기』를 떠올리게 하는 이야기로 영국 판타지 문학의 새로운 장을 열었다는 평가를 받았다. 현재 영미권에서 J.R.R. 톨킨과 필립 풀먼을 이을 정통 판타지의 차세대 작가로 캐서린 런델을 주목하고 있다. 

## 줄거리
수천 년 전, 지구는 다양한 생명체들이 공존하던 아름다운 곳이었다. 하지만 인간은 그 생명체들이 가진 힘을 착취하기 시작했다. 그로 인해 생명체들이 서서히 사라지자, 북대서양 어딘가에 있는 섬을 중심으로 한 군도가 통째로 자취를 감췄다. 마법의 힘 ‘글리머리’에 의해 지구 최초의 나무가 자랐다고 알려진 섬이었다. 시간이 흘러 섬과 그곳에 사는 동물들은 잊혀졌고, 아이들이 읽는 동화 속 이야기로만 다루어졌다. 하지만 드래건, 키메라, 크라켄, 스핑크스, 유니콘 등은 여전히 살아 숨 쉬고 있다. 바로 그 섬에서 말이다. 
맬은 아티디나 섬에 위치한 아이커스 마을 끝자락 집에 살고 있다. 그 마을은 섬들이 자취를 감추기 전까지 가장 큰 무역 도시였다. 지금은 이따금 머메이드가 어부에게 다가와 조개로 만든 피리로 음악을 들려주는 평화로운 마을이다. 멜이 좋아하는 것은 하늘을 나는 것이다. 그녀는 이곳저곳 날아다니며 많은 것을 관찰했다. 숲의 흙 색깔이 변해가고 있다는 것과, 생명체의 개체 수가 급격하게 줄어들고 있다는 사실을 포함해서 말이다. 맬은 사실 비밀리에 그리핀의 흔적을 뒤쫓는 중이다. 학자들은 그리핀이 멸종했다고 말하지만, 그녀는 사실이 아니라는 것을 알고 있다. 그러던 어느 날, 정체 모를 남자가 맬을 찾아왔다. 그는 지금 군도의 동물들이 사라져가고, 땅이 생명력을 잃어가는 것은 어둠의 힘 때문이라고 했다. 그리고 그 어둠의 힘은 맬이 죽기를 바란다. 맬은 이 섬의 생명을 짓밟고 자신의 살인을 사주한 어둠의 힘을 찾아 떠나기로 결심한다.
크리스토퍼는 먼 길을 떠나왔다. 8년간 단 한 번도 만난 적 없는 할아버지와 휴가를 보내기 위해서였다. 산 속 깊은 곳에 자리한 그곳에는 어딘가 거친 기운이 감도는데, 할아버지는 손자에게 숲 너머 땅엔 절대 가면 안 된다고 주의를 준다. 하지만 그 말은 오히려 호기심을 자극하고, 할아버지가 없는 틈을 타 그곳을 찾은 그는 믿을 수 없는 광경을 목격한다. 새끼 사자의 몸과 독수리 날개를 가진 새끼 그리핀이 홀로 있었던 것이다. 한 치 앞도 예측할 수 없는 순간에 어린 생명체를 책임지는 것은 무모한 일이지만, 그는 그리핀의 눈을 외면할 수 없었다. 그런데 이상하게도 그리핀을 데려온 크리스토퍼를 바라보는 할아버지의 눈빛은 침착했다. 새로운 생명체의 등장에 전혀 놀라지 않았다. 알고 보니 할아버지는 인간 세상과 군도의 통로를 지키는 수호자였다. 그의 임무는 도난과 파멸, 시간으로부터 고대 글리무리 나무를 지켜내는 것이었다. 지금 군도 위에는 어둠이 지나고 있고, 섬을 지키는 마법의 힘은 약해지고 있다. 특히, 크리스토퍼가 안고 온 그리핀은 2년 전 멸종되었다고 보고된 종이었다. 그는 그리핀을 안전한 곳으로 되돌려 보내고, 섬의 평화와 안전을 뒤흔들는 것이 무엇인지 서둘러 찾아내야만 한다. 스핑크스가 간직하고 있는 비밀과 켄타우로스의 살인, 그리고 불멸의 존재가 그들을 가로막더라도 말이다.
6~7세기 세비야의 대주교 이시도르의 저서 『어원학』에는 그리핀의 형상이 기록되어 있다. 기원전 2천 년경 『길가메시 서사시』는 드래건에 대한 내용이 등장하는 최초의 기록물이다. 셰익스피어, 헤밍웨이, T. S. 엘리엇에게 영향을 주었다고 알려진 16세기 런던의 성공회 신부 존 돈은 죽지 않는 영혼에 대해 노래했다. 저자는 이 책의 서두에 위의 고대 문서 일부를 인용함으로써 신화 속 동물들이 오랜 시간 인류와 공존해왔다고 말한다. 덕분에 독자들은 이 책에 등장하는 신화 속 동물들이 실제로 오랜 시간 인류와 함께 공존해왔다는 믿음을 갖게 되고, 상상력을 펼치게 된다. 

## 사진
- 『임파서블 크리처스』